# Ford Cortina
Ford Cortina var en mellem 1962 og 1982 af den engelske Ford-fabrik i Dagenham bygget stor mellemklassebil, som fandtes som to- og firedørs sedan samt som stationcar. Forgængeren hed Ford Consul.

## Mk I
Den første Cortina blev præsenteret den 21. september 1962 og blev bygget i England frem til 1966, i visse andre lande endda til 1967.
Cortina var udstyret med de fra Anglia kendte OHV-motorer med slagvolume på 1,2 og 1,5 liter. Sidstnævnte kunne endda fås i en eftertragtet "GT"-udgave, som med Weber-karburator, modificeret cylinderhoved og specialudstødning havde en 25% højere effekt. Med 12 volt-elsystem, som sørgede for bedre belysning om natten og de forreste skivebremser, fra 1965 også i indstigningsmodellen 1200 Deluxe, udstyrede Ford tidligt biler i denne klasse med disse sikkerhedsdetaljer. Sidst men ikke mindst sørgede det rummelige og familievenlige fempersoners karrosseri for gode salgstal sammen med et bagagerum, som for en bil i denne klasse var meget stort.
Den formentlig mest berømte udførelse solgte Ford som Cortina Lotus. Dens skaber var Colin Chapman, indehaveren af firmaet Lotus som fik ordre fra Ford om at bygge en Cortina til motorsporten. Under motorhjelmen på Cortina Lotus fandt man en DOHC-motor med et af Harry Mundy designet cylinderhoved. Denne motor kunne også findes i Lotus 23, Lotus Seven og Lotus Elan. Dørene og motorhjelmen på Cortina Lotus var af aluminium i stedet for stål.

### Tekniske specifikationer
| Model | Slagvolume cm³ | Max. effekt kW (hk) / omdr. | Max. drejningsmoment Nm / omdr. | Topfart km/t |
| ----- | -------------- | --------------------------- | ------------------------------- | ------------ |
| 1200  | 1198           | 35 (48) / 5000              | 86 / 2700                       | 127          |
| Super | 1500           | 43 (58) / 4800              | 110 / 2500                      | 135          |
| GT    | 1500           | 56 (76) / 5100              | 120 / 3600                      | 149          |
| Lotus | 1558           | 78 (106) / 5500             | 141 / 4000                      | 176          |

## Mk II
Den anden generation blev solgt mellem 1966 og 1970. Udvendigt var den vokset i forhold til forgængeren. Modellen blev også bygget af Hyundai i Sydkorea på licens. Også denne model udviste ligheder med Taunus 12M (frem for alt på frontpartiet). Også Mk II fandtes i en Lotus-version med Twincam-motor.

### Tekniske specifikationer
| Model   | Slagvolume cm³ | Max. effekt kW (hk) / omdr. | Max. drejningsmoment Nm / omdr. | 0-100 km/t sek. | Topfart km/t |
| ------- | -------------- | --------------------------- | ------------------------------- | --------------- | ------------ |
| 1300    | 1298           | 40 (54) / 5000              | 92 / 2500                       | 19,6            | 131          |
| 1600    | 1599           | 47 (64) / 5000              | 116 / 2500                      | 16,2            | 139          |
| 1600 GT | 1599           | 60 (82) / 5400              | 124 / 3600                      | 12,9            | 152          |
| Lotus   | 1558           | 78 (106) / 6000             | 140 / 4000                      | 10,4            | 174          |

## Mk III (TC)
I 1970 introduceredes den sidste selvstændige version af Cortina. Modellen var den første der var udviklet i et samarbejde mellem den britiske og den tyske del af Ford, der i 1967 var blevet samlet under selskabet Ford of Europe. Modellen benyttede samme platform som Ford Taunus (derfor "TC"), dog afveg karrosseriformen (coupélignende, "Coca-Cola-flaskeform") fra Taunus.

### Tekniske specifikationer
| Model   | Slagvolume cm³ | Max. effekt kW (hk) / omdr. | Max. drejningsmoment Nm / omdr. | 0-100 km/t sek. | Topfart km/t |
| ------- | -------------- | --------------------------- | ------------------------------- | --------------- | ------------ |
| 1300    | 1298           | 42 (57) / 5500              | 91 / 3000                       | 21,7            | 137          |
| 1600    | 1599           | 50 (68) / 5200              | 116 / 2600                      | 17,5            | 147          |
| 1600 GT | 1593           | 64 (87) / 5700              | 124 / 4000                      | 13,9            | 163          |
| 2000    | 1997           | 72 (98) / 5500              | 151 / 3500                      | 11,7            | 166          |

## Mk IV + Mk V
Med faceliftet i 1976 forsvandt forskellene mellem Taunus og Cortina; den enestående engelske form blev til fordel for den tyske afviklet.
En sidste ændring af designet (ofte betegnet som Mk V) fandt sted i 1979. Efterfølgeren Ford Sierra kom på markedet i 1982.

## P100 1971−1987
I 1971 introduceredes på basis af den todørs Cortina Mk III Limousine en pickup bygget i Sydafrika. Som ekstraudstyr kunne denne Ford P100 fås med en kappe af glasfiber-armeret plastic over ladet. Motorprogrammet omfattede den fra Cortina/Taunus kendte 1,6-litersmotor og de fra Ford Granada kendte 2,5- og 3,0-liters Essex V6-motorer. Disse kunne også kombineres med automatgear. I 1977 blev karrosseriet modificeret sideløbende med Cortina Mk IV, ligesom i 1980 til Cortina Mk V. Først da Cortina og dens søstermodel Taunus udgik i Europa, begyndte Ford i 1982 at eksportere P100 fra Sydafrika til Europa. Til Europa var chassiset dog forlænget og nyttelasten øget til 1000 kg. Efter at Ford besluttede at trække sig fra Sydafrika, blev produktionen indstillet i 1987. Samme år introduceredes i Europa en ny model på basis af Ford Sierra, som nu blev bygget i Portugal.

## Hyundai Motor
Hyundai Motor i Sydkorea samlede fra 1969 Ford Cortina til det lokale marked. Frem til 1971 blev der i alt bygget 9.290 Cortina'er af forfabrikerede og til størstedelens vedkommende fra Europa importerede dele. I den første tid blev kun en fjerdedel af delene produceret lokalt. Det såkaldte Local Content måtte efter krav fra regeringen øges, hvorfor Hyundai de følgende år ikke kun monterede men også producerede Cortina. Hyundai stod ligeledes for distribution og tilpasning til det koreanske marked af Ford 20M og Ford Mustang, hvilket gjorde Ford til markedsfører i Sydkorea. I Sydkorea blev Ford Cortina oversat kaldt Ford Koti, og blev især benyttet som taxi. Efter at produktionen blev indstillet i Europa, fortsatte den hos Hyundai frem til slutningen af 1982. Herefter erstattede Hyundai modellen med en selvudviklet model på basis af Cortina, Hyundai Stellar.